# 赤城山人
赤城山人（あかぎさんじん、生没年不詳）とは江戸時代の戯作者。

## 来歴
通称は本屋忠五郎。赤城山人、赤城山家女、守信亭と号す。小日向水道橋辺りに住み、享和から文化期にかけて戯作を書いている。黄表紙、滑稽本、読本の作品があるが、挿絵を描いたかどうかは未詳である。

## 作品
- 『金剛力士武道礎』
- 『松井家譜僊窟史』